# پل سرخ، ایروان
پل سرخ یا پل زنگی (ارمنی: Կարմիր կամուրջ، Karmir kamurj; انگلیسی: Red Bridge); که همچنین با نام «پل قدیمی هرازدان» Old Bridge of Hrazdan) نیز شناخته می‌شود. یک پل ویرانه متعلق به سده ۱۷ام میلادی است که بر روی رود هرازدان، در ایروان، پایتخت ارمنستان بنا شده است.
به خاطر اینکه در ساخت آن از سنگ سرخ آتشفشانی توف استفاده شده است به آن پل سرخ (زنگی) نیز گویند.
همچنین به نام "خوجا پلاو", فردی ثروتمند از اهالی کاناکر که هزینه‌های مرمت آن را پرداخت نمود پل خوجا پلاو (ارمنی: Խոջա Փլավի կամուրջ، Khoja Plavi kamurj; انگلیسی: Khoja-plav bridge) نیز گفته می‌شد.
مجموع درازی پل ۸۰ متر بود، در حالیکه ارتفاع آن ۱۱ متر بود. این پل ۴ طاق داشته است، ۲ طاق که در وسط قوس دار بودند. ۲ طاق دیگر در ساحل رود هرازدان بوده‌اند.
پیش از زمین‌لرزه ۱۶۷۹ پلی در همان وجود داشته است، اما در اثر زمین‌لرزه خراب شده است. این پل ارتباطات اقتصادی مابین قلعه ایروان (در جای کارخانه شراب‌سازی آرارات ایروان) و دشت آرارات را فراهم می‌کرد.
در مه ۱۸۱۵ (خرداد ۱۱۹۴)، میرزا صالح شیرازی، هنگام عبور از این پل (که آن‌زمان سالم بوده)، آن‌ از ابنیه امیر گونه‌خان قاجار می‌داند.

## نگارخانه

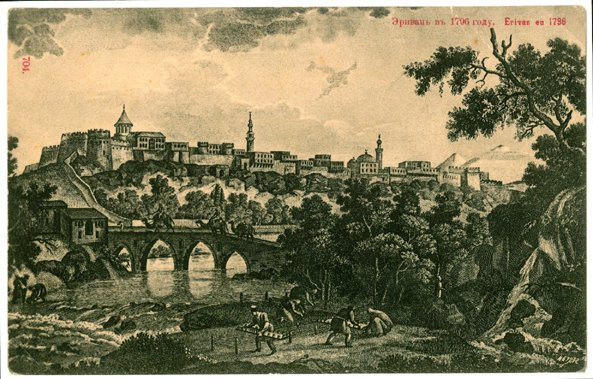
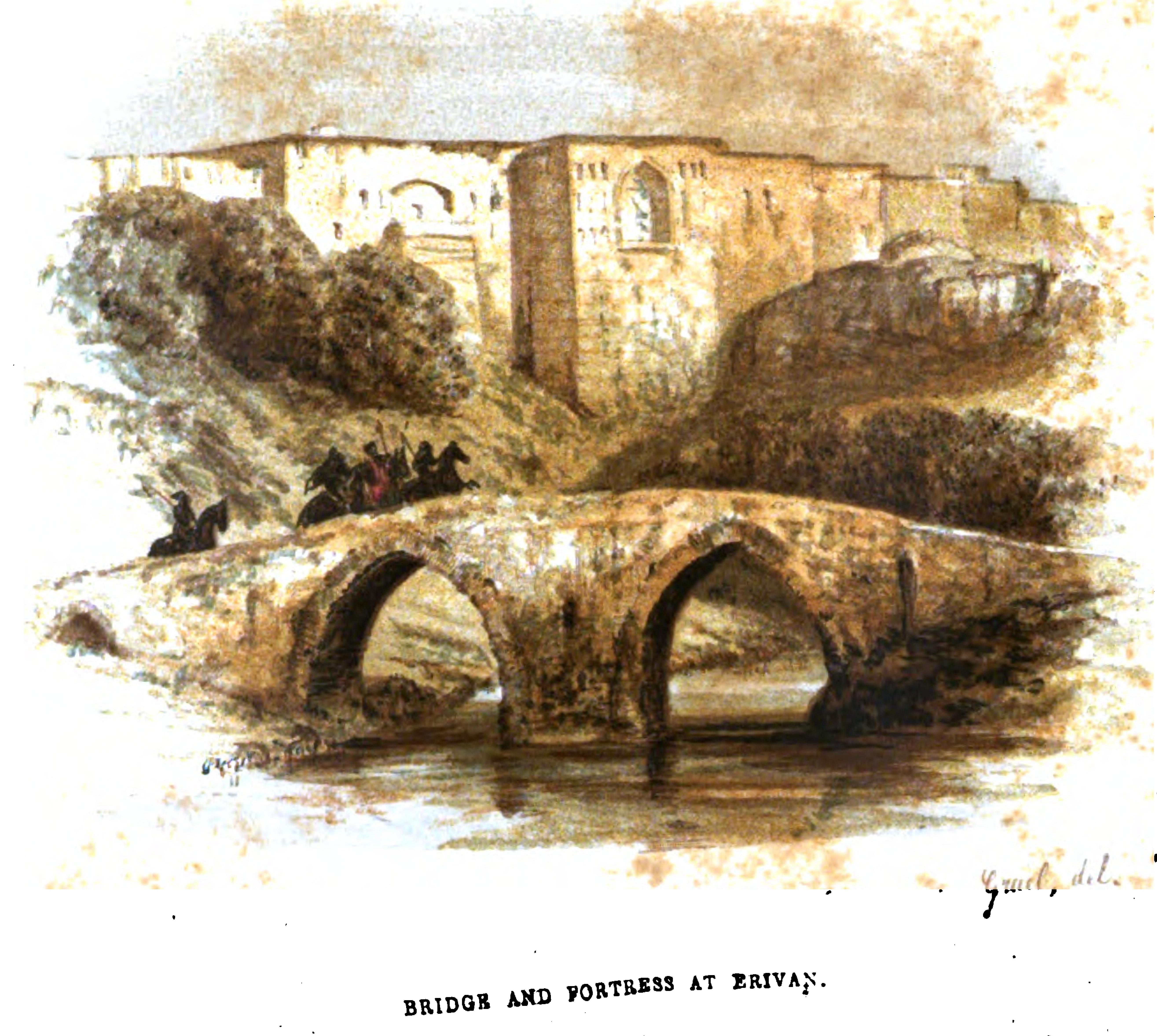
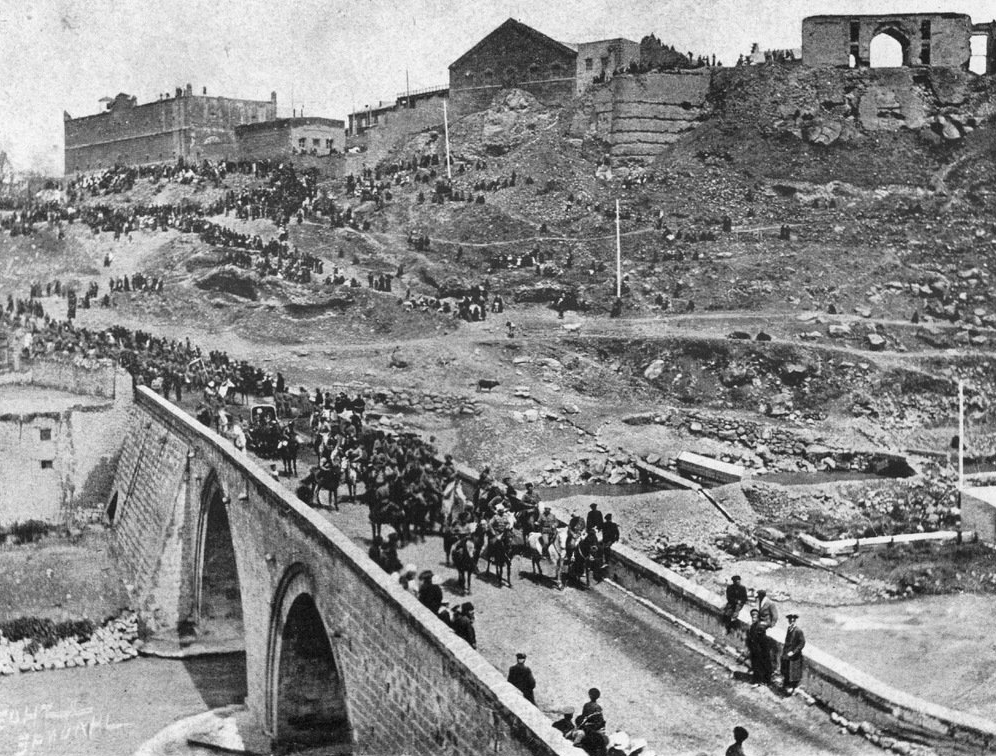
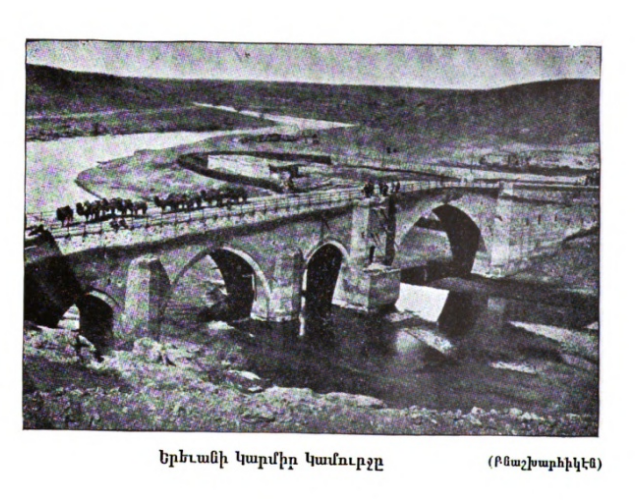
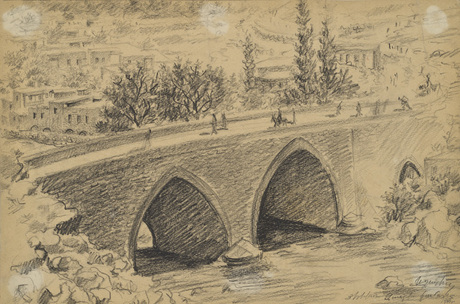

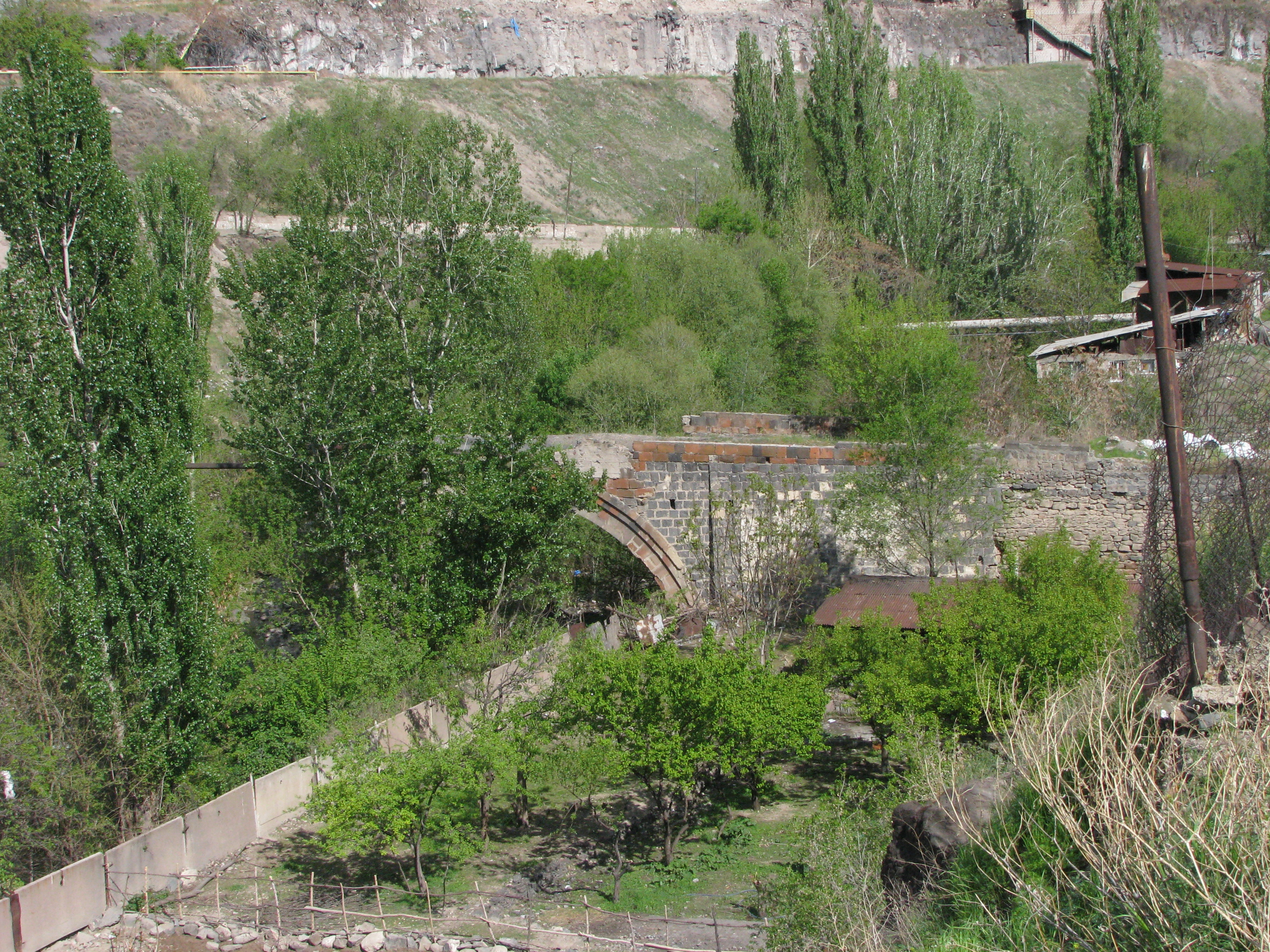
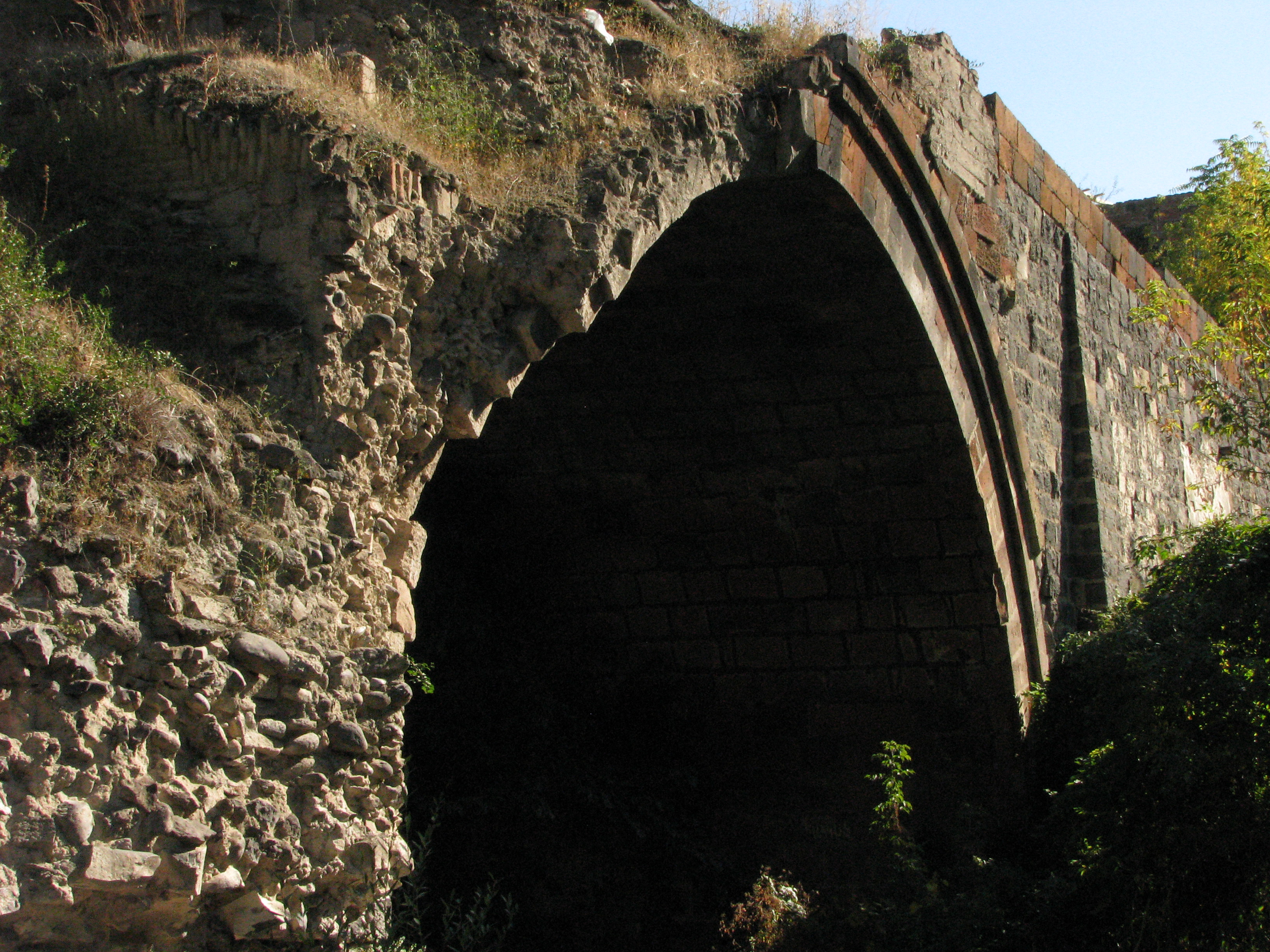

تصاویر تاریخی از پل
بقایای پل